# Rēzekne
Rēzekne este un oraș în Letonia. Este unul dintre cele 7 orașe independente ale Letoniei, orașe care au administrație separată de cea a raionului înconjurător. Are o populație de 37.223 locuitori.